# Australimyza
Australimyza Harrison, 1953, è un genere di insetti dell'ordine dei Ditteri (Brachycera: Cyclorrhapha: Acalyptratae). Unico genere della famiglia Australimyzidae Griffiths, 1972, comprende una decina di specie endemiche dell'ecozona australasiana.

## Descrizione

### Adulto
Gli adulti sono di piccole dimensioni, con corpo tomentoso, e livrea di colore grigio o bruno.
Il capo è largo, con fronte ampia e grandi occhi composti, provvisto di tre ocelli. La chetotassi comprende tre paia di setole fronto-orbitali, quelle del paio inferiore inclinate all'interno (medioclinate), le altre all'esterno (lateroclinate), setole ocellari e verticali interne ed esterne robuste, setole postocellari brevi e parallele. Regione frontale con due serie di peli. Sulla parte inferiore sono presenti un paio di Vibrisse lunghe, un paio di setole sottovibrissali e setole postgenuali rade. Antenne brevi, giallastre, con primo flagellomero globoso, pedicello sormontato da due setole dorsali, arista non pubescente, inserita in posizione dorsale. Apparato boccale corto, con palpi mascellari brevi e setolosi.
Chetotassi del torace composta da peli acrosticali dispersi su più serie irregolari, con due setole prescutellari, 2-6 paia di setole dorsocentrali e due paia di setole scutellari, di cui quelle apicali lunghe, quelle laterali più brevi. Sulla fascia dorsolaterale sono presenti una setola omerale, due notopleurali, tre sopralari, di cui una presuturale, una postalare. Gli scleriti pleurali sono glabri, con due setole sull'episterno ventrale, una sul proepimero ed eventualmente un'altra sul proepisterno. Zampe giallastre o brune.
| |
| Schema della nervatura alare Fratture costali: hb: omerale; cb: subcostale. Vene longitudinali: C: costa; Sc: subcosta; R: radio; M: media; Cu: cubito; A: anale. Vene trasversali: h: omerale; r-m: radio-mediale; bm-cu: medio-cubitale basale; dm-cu: medio-cubitale discale. Cellule: br: prima basale; bm: seconda basale; dm: discale; cup: anale. |

Le ali sono ampie, con lobo anale e alula ben sviluppati. La costa si estende fino alla terminazione della media, è percorsa da spinule lungo tutto il margine anteriore e presenta due fratture (una omerale e una subcostale). La subcosta è debole ma completa, con terminazione apparentemente fusa con R1 alla vista dorsale. Radio suddivisa in tre rami, con R1 breve e ricurvo, terminante entro il terzo basale, R2+3 e R4+5 lunghi, terminanti rispettivamente in posizione subapicale e apicale. Media completa completa e indivisa, cubito con ramo CuA1 ben sviluppato incompleto e ramo CuA2 breve e poco ricurvo, terminante su A1. Vena A1+CuA2 lunga ma incompleta. Vene trasversali radio-mediale e medio-cubitali presenti, con la medio-cubitale basale piuttosto breve. Prima cellula basale di forma quadrangolare lunga e stretta, cellula discale di forma triangolare, seconda cellula basale ridotta e cellula cup più ampia ma limitata alla base dell'ala.
L'addome dei maschi bruno, composto da sei uriti apparenti, con sterniti larghi e uriti terminali asimmetrici. L'addome delle femmine presenta conformazioni differenti secondo le specie, a volte con gli uriti terminali telescopici.

### Stadi giovanili
È conosciuta solo la larva di Australimyza macquariensis, con corpo sottile e cilindrico, più stretto nella parte anteriore, provvisto di tubercoli dorsali sul tegumento dei segmenti toracici. Completamente sconosciuto è lo stadio pupale.

## Habitat e biologia
La biologia è poco conosciuta, ma si presume che le larve siano saprofaghe. Gli Australimyzidae sono insetti tipicamente associati all'ambiente marino e si rinvengono in genere sulla vegetazione costiera, su alghe in decomposizione, nei nidi dei gabbiani.

## Sistematica e filogenesi
Il genere, descritto da Harrison nel 1953, fu inizialmente inserito nella famiglia dei Milichiidae. Colless & David McAlpine (1970) lo trattarono invece come genere primitivo della famiglia Carnidae. Griffiths (1972) per la prima volta e, successivamente, James McAlpine (1989), individuarono specifiche apomorfie che non consentivano l'inserimento del genere in altre famiglie, perciò collocarono il genere in una famiglia propria, con il nome Australimyzidae.
Per quanto concerne l'inquadramento sistematico della famiglia, gli schemi tassonomici degli Autori citati differiscono notevolmente: 
- Colless & David McAlpine inquadrarono la famiglia Carnidae, comprendente Australimyza, negli Opomyzoidea, mentre la famiglia Milichiidae era posizionata all'interno della superfamiglia Drosophiloidea.
- Griffiths, sostenendo il carattere parafiletico degli Acalyptratae, proponeva uno schema che rivoluzionava la tradizionale distinzione degli Schizophora in Acalyptratae e Calyptratae: gran parte dei tradizionali Acaliptrati era infatti ripartita fra otto raggruppamenti, di rango intermedio fra quello di famiglia e superfamiglia, definiti come prefamilies ("prefamiglie") e inseriti all'interno della superfamiglia Muscoidea. Carnidae e Milichidae erano posizionati da Griffiths nel gruppo di famiglie correlato ai Chloropidae nella prefamiglia dei Tephritoinea, mentre gli Australimyzidae erano collocati in una prefamiglia autonoma (Australimyzoinea).
- James McAlpine, infine, inquadrò i Carnidae, i Milichiidae e gli Australomyzidae nella superfamiglia dei Carnoidea. Il maggior credito, almeno nelle linee fondamentali, dato nell'ultimo ventennio alla suddivisione tassonomica di James McAlpine, fa propendere per l'inquadramento proposto dall'entomologo canadese.

In merito alle relazioni filogenetiche, il cladogramma originariamente sviluppato da McAlpine ha subito sostanziali modifiche, soprattutto alla luce della definizione della nuova famiglia Inbiomyiidae, nel 2006, e alle incertezze che ancora sussistono in merito alle relazioni filogenetiche di Braulidae con gli altri Acalyptratae. McAlpine, infatti, sosteneva una probabile comune origine ancestrale dei generi Braula e Australimyza e metteva il clade Australimyzidae+Braulidae in relazione con la famiglia Carnidae. Buck (2006) descrive il nuovo genere Inbiomyia, elevato al rango di famiglia, e ridiscute la filogenesi dei Carnoidea mettendo in stretta relazione il suo nuovo genere con Australimyza. Un riadattamento dell'albero filogenetico dei Carnoidea è quello riportato dal Tree of Life Web Project, che integra il cladogramma originario di McAlpine con gli aggiornamenti di Buck (2006). In definitiva, gli Australimyzidae mantengono lo status di famiglia distinta anche se fondamentalmente correlata ai Carnidae:
|  | Tethinidae+Canacidae                                                       |
|  |                                                                            |
|  | \| \| Cryptochetidae \| \| \| \| \| \| Chloropidae+Milichiidae \| \| \| \| |
|  |                                                                            |
|  | Cryptochetidae                                                             |
|  |                                                                            |
|  | Chloropidae+Milichiidae                                                    |
|  |                                                                            |

|  | Cryptochetidae          |
|  |                         |
|  | Chloropidae+Milichiidae |
|  |                         |

|  | Carnidae                                                         |
|  |                                                                  |
|  | \| \| Inbiomyiidae \| \| \| \| \| \| Australimyzidae \| \| \| \| |
|  |                                                                  |
|  | Inbiomyiidae                                                     |
|  |                                                                  |
|  | Australimyzidae                                                  |
|  |                                                                  |

|  | Inbiomyiidae    |
|  |                 |
|  | Australimyzidae |
|  |                 |

|  | Tethinidae+Canacidae                                                       |
|  |                                                                            |
|  | \| \| Cryptochetidae \| \| \| \| \| \| Chloropidae+Milichiidae \| \| \| \| |
|  |                                                                            |
|  | Cryptochetidae                                                             |
|  |                                                                            |
|  | Chloropidae+Milichiidae                                                    |
|  |                                                                            |

|  | Cryptochetidae          |
|  |                         |
|  | Chloropidae+Milichiidae |
|  |                         |

|  | Carnidae                                                         |
|  |                                                                  |
|  | \| \| Inbiomyiidae \| \| \| \| \| \| Australimyzidae \| \| \| \| |
|  |                                                                  |
|  | Inbiomyiidae                                                     |
|  |                                                                  |
|  | Australimyzidae                                                  |
|  |                                                                  |

|  | Inbiomyiidae    |
|  |                 |
|  | Australimyzidae |
|  |                 |

La suddivisione della famiglia, comprendente il solo genere Australimyza, è stata di recente revisionata grazie al contributo di Brake & Mathis (2007). Fino ad allora erano conosciute solo cinque specie neozelandesi e una sesta endemica di un'isola subantartica amministrata dall'Australia (Isola Macquarie). Brake & Mathis hanno descritto tre nuove specie presenti in Australia, Tasmania e in un'isola al largo del Nuovo Galles del Sud e una quarta specie neozelandese. Gli stessi autori hanno inoltre sinonimizzato una delle specie neozelandesi.
Allo stato attuale, pertanto, la famiglia comprende le seguenti nove specie:
- Genere Australimyza Harrison, 1953
  - A. australensis (Mik, 1881) (=A. anisotomae)
  - A. glandulifera Brake & Mathis, 2007
  - A. kaikoura Brake & Mathis, 2007
  - A. longiseta Harrison, 1959
  - A. macquariensis (Womersley, 1937)
  - A. mcalpinei Brake & Mathis, 2007
  - A. salicorniae Harrison, 1959
  - A. setigera Harrison, 1959
  - A. victoria Brake & Mathis, 2007

## Distribuzione
Il genere Australimyza è esclusivo della regione australasiana e presenta la seguente distribuzione: 
- Nuova Zelanda: A. australensis, A. kaikoura, A. longiseta, A. salicorniae e A. setigera.
- Australia: A. glandulifera, A. mcalpinei e A. victoria.
- Tasmania: A. mcalpinei.
- Isola di Lord Howe (Australia): A. mcalpinei.
- Isola Macquarie (Australia): A. macquariensis.